# براهیما ترائوره
براهیما ترائوره (انگلیسی: Brahima Traoré؛ زادهٔ ۲۴ فوریهٔ ۱۹۷۴) بازیکن سابق و مربی فوتبال اهل بورکینافاسو است.
وی همچنین در تیم ملی فوتبال بورکینافاسو بازی کرده است.